# Schoenobius sagitella
Schoenobius sagitella là một loài bướm đêm trong họ Crambidae.